# Charles Kent (skådespelare)

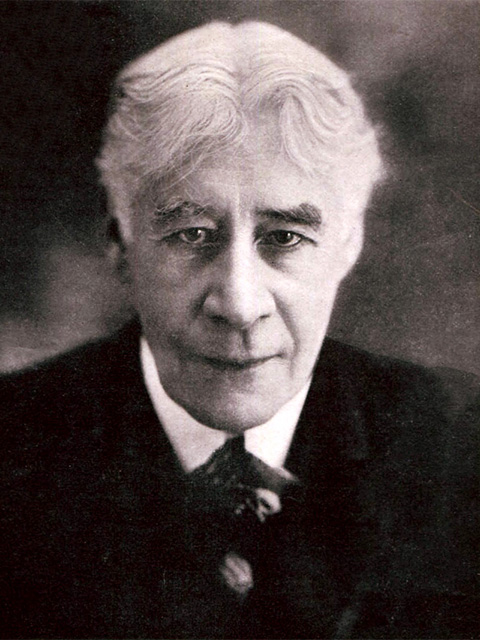
Charles Kent (1916)

Charles Kent, född 18 juni 1852 i London, England, död 21 maj 1923 i Brooklyn, New York, var en amerikansk skådespelare, som filmdebuterade som Duncan i Macbeth 1908. 

## Filmografi i urval
- 1908 - Macbeth - Duncan
- 1908 - Romeo och Julia - Capulet
- 1908 - Julius Caesar - Julius Caesar
- 1909 - Les Miserables (Part I)
- 1909 - Launcelot and Elaine - Kung Arthur
- 1910 - Becket - Thomas Becket, Ärkebiskop av Canterbury
- 1911 - The Death of King Edward III - Edward III
- 1915 - The Battle Cry of Peace